# Myrmecium vertebratum
Myrmecium vertebratum är en spindelart som först beskrevs av Charles Athanase Walckenaer 1837.  Myrmecium vertebratum ingår i släktet Myrmecium och familjen flinkspindlar. Inga underarter finns listade i Catalogue of Life.